# Киевский троллейбус
Киевский троллейбус (укр. Киïвський тролейбус) – троллейбусная сеть Киева, крупнейшая на Украине и одна из крупнейших в мире: занимает первое место по длине контактной сети. Открыта 5 ноября 1935 года и является хронологически второй на постсоветском пространстве после Москвы.
По состоянию на ноябрь 2023 года имеется 44 маршрута, 495,6 км сети, 4 депо и 614 машин. Ежедневный выпуск составляет около 280 машин.

## История
Троллейбусное движение в Киеве было открыто 5 ноября 1935 года в 17:00 четырьмя троллейбусами ЛК-5 по маршруту № 1 «пл. Льва Толстого — ул. Загородная» по улице Красноармейской, затем маршрут назывался «пл. Льва Толстого — завод им. Дзержинского». Тогда же было построено депо на 17 мест. На церемонии открытия присутствовали Станислав Косиор и Павел Постышев. До войны троллейбус развивался в центре, частично заменяя снятые трамвайные линии по Крещатику и улице Красноармейской, однако приоритет всё равно оставался за трамваем. 2 июня 1936 года продлена линия от пл. Л. Толстого до вокзала по улицам Крещатик, Ленина (сейчас — ул. Б. Хмельницкого), Пирогова, бульв. Т. Шевченко, ул. Коминтерна (сейчас — ул. С. Петлюры) — до вокзала продлён маршрут № 1. Тогда же открыто троллейбусное депо № 1 рядом с заводом имени Дзержинского.
2 октября 1937 года введена новая линия «ул. Ленина — пл. III Интернационала (сейчас — Европейская пл.)» по ул. Крещатик, пущены маршруты № 2 «Вокзал — пл. III Интернационала» и № 3 «пл. III Интернационала — Завод им. Дзержинского». Это было последнее предвоенное расширение троллейбусной сети.

### Маршруты на 1 января 1941 года
- 1 Вокзал — Завод им. Дзержинского
- 2 Вокзал — Пл. III Интернационала
- 3 Пл. III Интернационала — Завод им. Дзержинского

К 1941 году парк троллейбусов состоял из 47 машин моделей ЛК-5, ЯТБ-1 и ЯТБ-2.
В июне 1941 года пущен короткий маршрут № 4 «пл. III Интернационала — пл. Л. Толстого».
Во время немецкой оккупации движение троллейбусов было прекращено, часть троллейбусов была угнана в Кёнигсберг.

### Восстановление
5 ноября 1944 года троллейбусное движение было восстановлено на участке «пл. Л. Толстого — завод имени Дзержинского».
29 апреля 1945 года восстановлена линия от пл. Л. Толстого до вокзала по прежнему маршруту.
20 сентября 1945 года восстановлена линия от ул. Ленина до пл. Сталина: восстановлена вся довоенная сеть, работало 4 маршрута, только маршрут № 1 ходил от пл. Сталина до завода имени Дзержинского, а маршрут № 3 от пл. Сталина до пл. Л. Толстого.
6 ноября 1947 года введена новая линия «Крещатик — Лукьяновка» по пл. Калинина (сейчас — Майдан Незалежности), улицам Михайловской, Большой Житомирской, Артёма, туда направлен маршрут № 4 «пл. Калинина — Кабельный завод» (конечная остановка находилась на пересечении улиц Мельникова и Якира).
6 ноября 1948 года введена новая линия «Бессарабская пл. — Воздухофлотский просп.» по бульв. Шевченко, а уже 11 июня 1949 года она продолжена до ул. Полевой (сейчас — Академика Янгеля), пущен маршрут № 5 «пл. Л. Толстого — Полевая ул.».
11 июня 1949 года пущен маршрут № 7 «пл. Сталина — Полевая ул.».
26 июня 1949 года введена новая линия от завода имени Дзержинского до Автострады, продлён маршрут № 1.
23 июля 1949 года пущен маршрут № 6 «завод им. Дзержинского — ул. Полевая», закрытый в конце года.

### Маршруты на 1 января 1950 года
- 1 пл. Сталина — Автострада
- 2 Вокзал — пл. Сталина
- 3 пл. Сталина — пл. Л. Толстого
- 4 пл. Калинина — Кабельный Завод (ул. Якира)
- 5 пл. Л. Толстого — Полевая ул.
- 7 пл. Сталина — Полевая ул.

13 января 1950 года продлён маршрут № 5 от ул. Полевой по Брест-Литовскому шоссе до Железнодорожного пересечения (ныне ст.м. «Берестейская») «пл. Л.Толстого — Железнодорожное пересечение» обслуживало маршрут 9 машин.
Также 1 ноября 1950 года продлён маршрут № 7 от ул. Полевой до Железнодорожного пересечения, аналогично маршруту № 5 «пл. Сталина — Железнодорожное пересечение».
1 апреля 1950 года пущен летний маршрут № 9 «пл. Л.Толстого — Сталинка» (ныне Демиевка)
9 апреля 1950 года пущен маршрут № 6 «пл. Л. Толстого — ул. Полевая», который появился вследствие сокращения маршрута № 7 на прежнюю длину и с последующим изменением номера маршрута на № 6. Данный маршрут в основном использовался в летний период — его обслуживало 5 машин.
26 июня 1950 года пущен маршрут № 10 «пл. Л. Толстого — Вокзал», который обслуживало 6 машин.
5 ноября 1950 года введена новая линия от Автострады до клуба имени Фрунзе (сейчас — Московская пл.) через возобновлённый после войны железнодорожный мост, сюда продлён маршрут № 1 «пл. Сталина — Клуб имени Фрунзе».
31 декабря 1950 года введена новая линия от Автострады до Наводницкого моста по бульв. Дружбы Народов до Наводницкой пл. (сейчас — пл. Героев ВОВ), сюда пущен маршрут № 11 «клуб им. Фрунзе — Наводницкий мост», обслуживавшийся 4 машинами.
В июле 1951 года пущен укороченный маршрут № 10-к «пл. Л.Толстого — Наводницкий мост», работавший в основном в летний период.
15 мая 1951 года по причине того, что маршрут № 11 не обеспечивал связь с центром города, произошло слияние маршрутов № 10и № 11 в один маршрут № 10 «Вокзал — Наводницкий мост» с выпуском 9 машин.
1 января 1952 года введена новая линия «просп. Победы — Рыбкомбинат» (сейчас — до Смелянской ул. на Чоколовке) по Воздухофлотскому просп., сюда пущен маршрут № 8 «пл. Сталина — Рыбкомбинат» с выпуском 7 машин.
16 июля 1952 года открыто троллейбусное движение по ул. Леонтовича в направлении центра, чтобы разгрузить ул. Пирогова, сюда пошли маршруты № 2, 7, 8, 9.
17 июля 1952 года продлена линия от Рыбкомбината до аэропорта «Киев», пущен маршрут № 9 «Крещатик — Аэропорт» из 7 машин.
В декабре 1952 года для маршрута № 4 открыто троллейбусное движение по ул. Малой Житомирской в направлении из центра (а по Михайловской оставлено движение в направлении центра).
23 мая 1954 года введена новая линия «Московская пл. — Голосеевская пл.» по нынешнему Голосеевскому проспекту, пущен маршрут № 11 «пл. Сталина — Ореховатские пруды».

### Маршруты на 1 января 1955 года
- 1 пл. Сталина — Клуб имени Фрунзе (до 1964)
- 2 Вокзал — пл. Сталина (до 1961)
- 3 пл. Сталина — пл. Л. Толстого (пиковый; 1953—1961)
- 4 пл. Калинина — ул. Якира (Лукьяновка) (1950—1973)
- 5 пл. Л. Толстого — Железнодорожное пересечение (1951—1964)
- 6 пл. Л. Толстого — Полевая ул. (пиковый; 1951—1959)
- 7 пл. Сталина — Полевая ул. (1951—1964)
- 8 пл. Сталина — Рыбкомбинат (1952—1971)
- 9 Крещатик — Аэропорт (1952—1979)
- 10 Вокзал — Мост имени Патона (Наводницкий мост) (1951—1992)
- 11 пл. Сталина — Сталинка (Ореховатские пруды) (1954—1961)

22 апреля 1955 года продлена линия от Голосеевской пл. до ВПОНХ (впоследствии ВДНХ, сейчас — Экспоцентр Украины), пущен маршрут № 12 «пл. Сталина — ВПОНХ».
В 1957 году пущены маршруты № 13 «пл. Ленинского Комсомола — мост имени Патона» и № 14 «Крещатик — Рыбкомбинат».
В мае 1958 года Киевский завод имени Дзержинского выпустил первый троллейбус (ТБЭС).
2 октября 1959 года введена новая линия от пл. Богдана Хмельницкого (сейчас — Софийская пл.) по ул. Владимирской и ул. Л. Толстого до пл. Л. Толстого, пущен маршрут № 15 «пл. Л. Толстого — пл. Богдана Хмельницкого», а позже маршрут № 11 направлен от Сталинки (сейчас — Голосеевская пл.) до ВПОНХ, сюда перенесён маршрут № 2 «Вокзал — пл. Б. Хмельницкого».
6 ноября 1959 года введена новая линия от Лукьяновской пл. по ул. Мельникова, Дорогожицкой и Рижской до ул. Щусева на Сырец, пущен маршрут № 16 «пл. Калинина — ул. Щусева», продлён от ул. Якира до мотоциклетного завода маршрут № 4.

### Маршруты на 1 января 1960 года
- 1 пл. Сталина — Автовокзальная пл. (клуб имени Фрунзе)
- 2 Вокзал — пл. Б. Хмельницкого
- 3 пл. Сталина — пл. Л. Толстого (пиковый)
- 4 пл. Калинина — Мотозавод
- 5 пл. Л. Толстого — Железнодорожное пересечение
- 6 пл. Л. Толстого — Полевая ул. (пиковый)
- 7 пл. Сталина — Полевая ул.
- 8 пл. Сталина — Рыбкомбинат
- 9 Крещатик — Аэропорт
- 10 Вокзал — пл. Героев ВОВ (мост им. Патона)
- 11 пл. Сталина — Ореховатские пруды
- 12 пл. Сталина — ВПОНХ
- 13 пл. Сталина — пл. Героев ВОВ (мост им. Патона)
- 14 Крещатик — Рыбкомбинат
- 15 пл. Л. Толстого — пл. Богдана Хмельницкого
- 16 пл. Калинина — ул. Щусева

В начале 1960-х годов закрыты маршруты № 3 и 6. Началось бурное развитие троллейбусной сети, были проложены другие линии в центре (вместо трамвайных), а также линии в Голосеево, на Соломенку и Куренёвку.
15 апреля 1960 года введена кольцевая линия по Первомайскому массиву (бульв. Ленина или пл. Космонавтов) по ул. Авиации (сейчас Антонова), Питерской, Ереванской и Курской, продлён маршрут № 14 «бульв. Ленина (пл. Космонавтов) — ул. Леонтовича», пущен маршрут № 17 «Крещатик — бульв. Ленина (пл. Космонавтов)».
28 июля 1960 года введена новая линия от улицы Мельникова по улицам Пугачёва, Январской (сейчас — Боггоутовской), Овруцкой, Подольскому спуску и ул. Фрунзе до ул. Белицкой, пущен маршрут № 18 «пл. Калинина — Белицкая ул.».
12 сентября 1960 года введена новая линия от ул. Артёма по Воздухофлотскому просп. (сейчас ул. Черновола) до просп. Победы, пущен маршрут № 19 «Мотозавод — бульв. Ленина (пл. Космонавтов)».
5 ноября 1960 года введена новая линия по ул. Кирова (сейчас — ул. М. Грушевского) до Киево-Печерской лавры (музей ВОВ), пущен маршрут № 20 "«пл. Л. Толстого — Киево-Печерский гос. заповедник».
1 августа 1961 года построено депо № 2 на Шулявке (в 1963 году неподалёку оттуда начнёт работать станция метро «Завод „Большевик“»).
1 ноября 1963 года введена новая линия от ул. Белицкой по ул. Фрунзе и Вышгородской ул. до пл. Т. Шевченко, продлён маршрут № 18.
5 ноября 1963 года введена новая линия от Железнодорожного пересечения по просп. Победы до ул. Стеценко на Нивках, пущен маршрут № 6 «ул. Леонтовича — ул. Стеценко».
В 1964—1965 годах в связи со строительством первого в Киеве подземного перехода на Бессарабской площади закрыты маршруты № 2, 5, 14, 15, продлён маршрут № 1 от Автовокзальной пл. (сейчас — Московская пл.) до Голосеевской пл., а маршрут № 7 продлён от ул. Полевой до Железнодорожного пересечения. Изменяется трасса маршрутов № 10 и 12 — с площади Толстого к бульвару Шевченко они начинают попадать по улицам Толстого и Владимирской, где проводится линия для движения в обе стороны. Маршрут № 12 начинает ходить от ВПОНХ до пл. Богдана Хмельницкого вместо пл. Ленинского Комсомола (бывшей Сталина).

### Маршруты на 1 января 1965 года
- 1 пл. Ленинского Комсомола — Голосеевская пл.
- 4 пл. Калинина — завод «Укркабель»
- 6 ул. Леонтовича — ул. Стеценко
- 7 пл. Ленинского Комсомола — Железнодорожное пересечение
- 8 пл. Ленинского Комсомола — Рыбкомбинат
- 9 Крещатик — Аэропорт
- 10 Вокзал — мост имени Патона (пл. Героев ВОВ)
- 11 пл. Ленинского Комсомола — ВДНХ (ВПОНХ)
- 12 пл. Б. Хмельницкого — ВДНХ (ВПОНХ)
- 13 пл. Ленинского Комсомола — мост имени Патона (пл. Героев ВОВ)
- 16 пл. Калинина — ул. Щусева
- 17 Крещатик — бульв. Ленина (пл. Космонавтов)
- 18 пл. Калинина — пл. Т. Шевченко
- 19 завод «Укркабель» — бульв. Ленина (пл. Космонавтов)
- 20 пл. Л. Толстого — Киево-Печерский гос. заповедник

29 июня 1965 года введена новая линия по ул. Бассейной и бульв. Леси Украинки до Печерского моста, пущен маршрут № 3 «Бессарабская пл. — Печерский мост».
29 марта 1966 года продлена линия от Печерского моста до Ботанического сада АН УССР, пущен маршрут № 14 «Бессарабская пл. — Ботанический сад».
12 июня 1966 года на маршруте № 6 началась пробная эксплуатация первого в мировой практике троллейбусного поезда киевского изобретателя Владимира Веклича, состоящего из двух троллейбусов марки МТБ-82Д. Троллейбусные поезда получают широкое распространение. В Киеве за период с октября 1967 до июля 1968 года их было сформировано 48 единиц, 1975—161 ед., а к 1983—296 единиц.
1 ноября 1966 года введена новая линия от Печерского моста до Железнодорожного шоссе (по ул. Киквидзе), пущен маршрут № 15 «Бессарабская пл. — Опытный завод».
2 января 1967 года введена новая линия от ул. Стеценко на Нивках по ул. Маршала Гречко до Сырецкой ул., пущен маршрут № 5 «ул. Леонтовича — Сырецкая ул.».
10 марта 1967 года введена новая линия от ул. Щусева по ул. А. Довженко через просп. Победы и по просп. Космонавта Комарова до бульв. Ивана Лепсе, пущен маршрут № 21 «Медгородок (Отрадный) — ул. Щусева».
29 октября 1967 года введена новая линия от ул. Щусева по ул. Демьяна Коротченко (ныне Елены Телиги) и ул. Демьяна Бедного (сейчас — ул. Ольжича) до ул. Академика Грекова и Бакинской, продлён маршрут № 21.
23 декабря 1967 года введена новая линия от просп. Космонавта Комарова до Севастопольской площади, пущен маршрут № 22 «ул. Щусева — Севастопольская пл.».
1 октября 1968 года построено депо № 3 на Чоколовке (ул. Народного ополчения, 14).
Конец испытаний и начало ввода в эксплуатацию троллейбусных поездов Škoda 9Tr, соединённых по системе Владимира Веклича. Максимальное количество троллейбусных поездов Škoda 9Tr составило 296 единиц эксплуатировалось в Киеве в 1983 году, что составляло 55 процентов от всего парка киевских троллейбусов.
12 февраля 1969 года введена новая линия от Лукьяновской пл. по улицам Белорусской, Щусева и Стеценко до Гостомельского шоссе (ныне ул. Туполева), а также по ул. Блюхера, пущен маршрут № 23 «Лукьяновская пл. — ул. Туполева».
В ноябре 1969 года опять заработал маршрут № 2 — на сей раз от вокзала до пл. Богдана Хмельницкого.
31 декабря 1969 года введена новая линия от Московской пл. по просп. Науки до ул. Маршальской, пущен маршрут № 24 «Московская пл. — Маршальская ул.», а маршрут № 1 укорочен до Московской пл.

### Маршруты на 1 января 1970 года
- 1 пл. Ленинского Комсомола — Московская пл.
- 2 пл. Б. Хмельницкого — Вокзал
- 3 Бессарабская пл. — Печерский мост
- 4 пл. Калинина — Мотозавод
- 5 ул. Леонтовича — Сырецкая ул.
- 6 ул. Леонтовича — ул. Стеценко
- 8 пл. Ленинского Комсомола — Рыбкомбинат
- 9 Крещатик — Аэропорт Жуляны
- 10 Вокзал — мост имени Патона
- 11 пл. Ленинского Комсомола — ВДНХ
- 12 пл. Б. Хмельницкого — ВДНХ
- 13 пл. Ленинского Комсомола — мост имени Патона
- 14 Бессарабская пл. — Ботанический сад
- 15 Бессарабская пл. — Опытный завод (Железнодорожное шоссе)
- 16 пл. Калинина — ул. Щусева
- 17 Крещатик — пл. Космонавтов
- 18 пл. Калинина — пл. Т. Шевченко
- 19 Мотозавод — пл. Космонавтов
- 20 пл. Л. Толстого — Киево-Печерский гос. заповедник
- 21 ул. Демьяна Бедного — Медгородок (Отрадный)
- 22 ул. Щусева — Севастопольская пл.
- 23 Лукьяновская пл. — ул. Туполева
- 24 Московская пл. — Маршальская ул.

15 апреля 1970 года открыт маршрут № 25 «Лукьяновская пл. — ул. Демьяна Бедного».
1 декабря 1970 года введена в эксплуатацию развязка у площади Дзержинского. Протяжённость троллейбусных линий составила 205 км, инвентарное количество троллейбусов 744, себестоимость перевозки одного пассажира 3,67 коп.
15 ноября 1971 года вновь открыт маршрут № 7 — теперь по трассе «Ст. м. „Нивки“ — ул. Сырецкая».
30 декабря 1972 года введена новая линия по ул. Герцена от ул. Мельникова до Овруцкой, движение по ул. Пугачёва прекращено, линия осталась исключительно для технических нужд.
В начале 1970-х годов объединены маршруты № 1 и 24 (последний закрыт), закрыт маршрут № 3, позже № 24 пущен по маршруту «ВДНХ — Наводницкая пл.».
15 ноября 1975 года введена новая линия «ул. Маршала Гречко — ПО „Кристалл“» по ул. Сырецкой и Белицкой, сюда продлены маршрут № 5 «ул. Франко — ПО „Кристалл“» и маршрут № 7 «Ст. М „Нивки“ — ПО „Кристалл“». Протяжённость троллейбусных линий составила 213,2 км, инвентарное количество троллейбусов 868, себестоимость перевозки одного пассажира 3,8 коп.
31 марта 1976 года введением в действие ТУ «Поезд тороллейбусный», более 160 троллейбусных поездов использовавшихся на маршрутах к этому времени были узаконены .
23 июля 1976 года введена новая линия «ВДНХ — Ледовой стадион» по Голосеевскому просп, сюда продлён маршрут № 12 «пл. Б. Хмельницкого — Ледовой стадион» и № 24 «пл. Героев ВОВ — Ледовой стадион».
23 декабря 1976 года закрыто движение по просп. Космонавта Комарова до бульв. И. Лепсе в связи со строительством скоростного трамвая, сокращён маршрут № 21 «ул. Демьяна Бедного — Индустриальный путепровод».
1 июля 1977 года введена новая линия «просп. Космонавта Комарова — Домостроительный комбинат № 3» по проспекту Чубаря (сейчас Отрадный), пущен маршрут № 21 «ул. Демьяна Бедного — Домостроительный комбинат № 3».
30 декабря 1978 года введена новая линия «Сырецкая ул. — просп. Свободы (Виноградарь)» по ул. Маршала Гречко, просп. Правды, просп. В. Порика, сюда пущен маршрут № 26 «Станция метро „Нивки“ — просп. Свободы».
В конце 1970-х годов закрыт маршрут № 4 и 7, маршрут № 22 продлён до аэропорта.

### Маршруты на 1 января 1980 года
- 1 пл. Ленинского Комсомола — Маршальская ул.
- 2 пл. Б. Хмельницкого — Вокзал
- 5 ул. Франко — ПО «Кристалл» (Белицкая ул.)
- 6 ул. Франко — ул. Стеценко (пиковый)
- 8 Крещатик — Смелянская ул.
- 9 пл. Ленинского Комсомола — Аэропорт Жуляны
- 10 Вокзал — Наводницкая пл. (мост имени Патона)
- 11 пл. Ленинского Комсомола — ВДНХ
- 12 пл. Б. Хмельницкого — Ледовый стадион
- 13 пл. Ленинского Комсомола — Наводницкая пл. (мост им. Патона)
- 14 Бессарабская пл. — Ботанический сад АН УССР
- 15 Бессарабская пл. — Опытный завод (Железнодорожное шоссе)
- 16 пл. Калинина — ул. Щусева
- 17 Крещатик — пл. Космонавтов
- 18 пл. Калинина — пл. Шевченко
- 19 Мотоциклетный завод — пл. Космонавтов
- 20 пл. Льва Толстого — Киево-Печерский государственный заповедник
- 21 ул. Демьяна Бедного — Индустриальный путепровод (мост)
- 22 ул. Щусева — Аэропорт «Жуляны»
- 23 Лукьяновская пл. — ул. Туполева
- 24 пл. Героев ВОВ — ВДНХ
- 25 Лукьяновская пл. — ул. Демьяна Бедного
- 26 Станция метро «Нивки» — просп. Свободы

6 ноября 1980 года введена новая линия от Голосеевского проспекта по ул. В. Касияна и ул. Маршала Якубовского до ул. Смолича («Теремки-2»), сюда продлён маршрут № 12 «пл. Б. Хмельницкого — ул. Юрия Смолича».
16 февраля 1981 года закрыто движение по пл. Октябрьской Революции и Михайловской ул.
6 ноября 1981 года введена новая линия «ул. Демьяна Бедного — ст. м. „Петровка“» по ул. Демьяна Коротченко и проспекту Красных казаков (сейчас — Степана Бандеры, ранее Московский), сюда пущен маршрут № 27 «Индустриальный путепровод — Станция метро „Петровка“».
9 ноября 1981 года введена новая линия по ул. Софийской в одностороннем направлении от площади Б. Хмельницкого до площади Октябрьской Революции.
1 февраля 1982 года введён новый отрезок по улицам Ивана Фёдорова, Горького и Димитрова, отсюда стал ходить маршрут № 13, а также запущен новый маршрут № 4 до ул. Юрия Смолича.
1 ноября 1982 года пущен маршрут № 28 «просп. Свободы — Лукьяновская пл.»
1983 год — количество троллейбусных поездов, соединённых по системе Владимира Веклича, достигло максимума 296, что составляло 55 % киевского парка троллейбусов. За счёт применения изобретения Владимира Веклича провозная способность троллейбусного транспорта в Киеве увеличилась в 1,6 раза на 800 человек уменьшилась потребность в водителях. Экономический эффект от внедрения одного поезда в год составил 3258 руб., а всего по Киеву с сентября 1966 по конец 1989 года 12,676 млн руб.
5 ноября 1983 года введена новая линия «Петровка — ул. Серова» по Московскому просп., просп. Генерала Ватутина, бульв. Перова (троллейбус появился на Левом Берегу), пущен маршрут № 29 «Ж/д станция „Зенит“ — ул. Серова» с заездом на ст. м. «Петровка».
26 февраля 1984 года введён односторонний участок по ул. Академика Вавилова (сейчас — Вавиловых) у конечной «ул. Щусева».
14 июля 1984 года введена новая линия «просп. Генерала Ватутина — ул. Сабурова» по просп. В. Маяковского, пущен маршрут № 30 «Станция метро „Петровка“ — ул. Сабурова».
21 сентября 1984 года маршрут № 7 «Ст. М „Нивки“ — ПО „Кристалл“» закрыт.
8 октября 1984 года открыто депо № 4 по ул. Сырецкой, 25.
6 ноября 1985 года введена новая линия «ул. Щербакова — Чернобыльская ул.» по проспекту Победы и ул. Чернобыльской, пущен маршрут № 7 "Станция метро «завод „Большевик“» — Чернобыльская ул."
1 декабря 1985 года продлена линия от площади Тараса Шевченко до ул. Сошенко (до 1995 года не использовалась для пассажирских перевозок).
15 марта 1987 года введена служебная линия от ул. Фрунзе по ул. Копыловской до депо № 4.
В конце 1980-х годов пущен короткий маршрут № 1к «Станция метро „Дзержинская“ — Маршальская ул.».
30 декабря 1987 года введена новая линия «ул. Ивашкевича — просп. Свободы (Виноградарь)» по ул. Ивашкевича, проспектам «Правды» и Свободы, пущены маршруты № 3 «просп. Свободы — Чернобыльская ул.» и № 25 «просп. Свободы — станция метро „Петровка“».
30 декабря 1989 года введена новая линия «ул. Сабурова — ул. Данькевича» по просп. В. Маяковского, продлён маршрут № 30 «Станция метро „Петровка“ — ул. Данькевича».

### Маршруты на 1 января 1990 года
- 1 пл. Ленинского комсомола — Маршальская ул.
- 1к Станция метро «Дзержинская» — Маршальская ул.
- 2 пл. Богдана Хмельницкого — Вокзал
- 3 просп. Свободы — Чернобыльская ул.
- 4 Станция метро «Дзержинская» — ул. Юрия Смолича
- 5 ул. Франко — ПО «Кристалл»
- 6 Воздухофлотский просп. — ул. Стеценко
- 7 Станция метро «завод „Большевик“» — Чернобыльская ул.
- 8 ул. Крещатик — Смелянская ул.
- 9 пл. Ленинского Комсомола — Аэропорт Жуляны
- 10 Вокзал — пл. Героев ВОВ
- 11 пл. Ленинского комсомола — ВДНХ УССР
- 12 пл. Б. Хмельницкого — ул. Юрия Смолича
- 13 ул. Димитрова — пл. Героев ВОВ
- 14 Бессарабская пл. — Ботанический сад АН УССР
- 15 Бессарабская пл. — Железнодорожное шоссе
- 16 пл. Октябрьской Революции — ул. Щусева
- 17 ул. Крещатик — пл. Космонавтов
- 18 пл. Октябрьской Революции — пл. Т. Шевченко
- 19 ул. Демьяна Бедного — пл. Космонавтов
- 20 пл. Льва Толстого — Музей ВОВ
- 21 ул. Демьяна Бедного — Индустриальный путепровод
- 22 ул. Щусева — аэропорт Жуляны
- 23 Лукьяновская пл. — ул. Академика Туполева
- 24 пл. Героев ВОВ — Ледовой стадион
- 25 просп. Свободы — станция метро «Петровка»
- 26 Станция метро «Нивки» — просп. Свободы
- 27 Домостроительный комбинат № 3 — Станция метро «Петровка»
- 28 просп. Свободы — Лукьяновская пл.
- 29 ул. Серова — ж.-д. станция «Зенит»
- 30 Станция метро «Петровка» — ул. Данькевича
- 31 ул. Александра Сабурова — Индустриальный путепровод

10 октября 1990 года введена новая линия «ул. Данькевича — Милославская ул.» по просп. В. Маяковского, продлён маршрут № 30 «Станция метро „Петровка“ — Милославская ул.».
23 февраля 1993 года закрыто движение по ул. Владимирской от бульв. Т. Шевченко до ул. Б. Хмельницкого, по ул. Б. Хмельницкого от Крещатика до ул. Леонтовича, контактная сеть демонтирована. Закрыт маршрут № 6 «Воздухофлотский путепровод — ул. Белицкая».
11 января 1995 года введена новая линия от депо № 3 до Кадетского Гая, сюда пошёл маршрут № 21 «станция метро „Шулявская“ — Кадетский Гай».
В 1995 году продлён маршрут № 18 «пл. Независимости (ранее — пл. Октябрьской Революции) — ул. Сошенко», до ул. Сошенко, также пущен № 18Е «Станция метро „Петровка“ — ул. Сошенко». В том же году пущены короткие маршруты № 7к «Станция метро „Нивки“ — Чернобыльская ул.», № 16к «Лукьяновская пл. — ул. Щусева», № 27к «Станция метро „Петровка“ — Индустриальный путепровод», № 30к «Станция метро „Петровка“ — ул. Сабурова», маршрут № 31 закрыт, а маршрут № 29 временно закрыт. Закрыты маршруты № 1к и 13.
1 ноября 1995 года закрыто движение по улицам Жилянской и Красноармейской, в связи с чем изменены маршруты № 1: «Станция метро „Лыбедская“ (ранее — „Дзержинская“) — Маршальская ул.», № 10 «Станция метро „Лыбедская“ — пл. Героев ВОВ», № 11 «ул. Димитрова — Одесская пл.», № 12 «ул. Димитрова — ул. Юрия Смолича», а также дополнительно пущен короткий маршрут № 11к «Станция метро „Лыбедская“ — Одесская пл.».
30 декабря 1995 года введена новая линия «ул. Ивашкевича — Северная ул. (на Оболони)» пр ул. Луговой, Маршала Тимошенко, просп. Героев Сталинграда, сюда перенаправлен маршрут № 24 «просп. Свободы — Северная ул.», а также пущен короткий маршрут № 24к «Станция метро „Минская“ — Северная ул.».
24 октября 1996 года открыто движение по ул. Терещенковской от бульв. Т. Шевченко до ул. Л. Толстого, сюда направлены маршруты № 5 «Терещенковская ул. — Белицкая ул.» и № 9 «Терещенковская ул. — аэропорт „Киев“», продлены до площади Л. Толстого маршруты № 8 «пл. Л. Толстого — Смелянская ул.», № 14 «пл. Л. Толстого — Ботанический сад» и № 15 «пл. Л. Толстого — Железнодорожное шоссе».
30 декабря 1996 года Открыт маршрут № 6 «Ст. М „Лукьяновская“ — ул. Сошенко», Введена в строй односторонняя троллейбусная линия по улице Якира (участок ул. Мельникова — ул. Герцена).
16 мая 1998 года в связи с реконструкцией Софийской пл. было закрыто движение по ул. Владимирской от ул. Б. Хмельницкого до пл. Б. Хмельницкого, а также у Михайловской площади, объединены маршруты № 2 и 14 (первый из них закрыт, 14: «Вокзал — Ботанический сад»).
В конце 1990-х возвращён маршрут № 29 «ул. Серова — ж.-д. станция „Зенит“», до ж.-д. станции «Зенит» продлены маршруты № 30 и 30к, а также пущены маршруты:
- 32 ул. Сошенко — Северная ул. (к 2001 году временно закрыт)
- 33 Дегтярёвская ул. — ул. Серова
- 35 Станция метро «Дорогожичи» — ул. Ивашкевича

В конце 1990-х годов закрыты маршруты: № 16к, 18е, до ул. Дегтяревской от станции метро «Шулявская» продлён маршрут № 21, до ул. Ольжича от ул. Щусева — маршрут № 22.
До 2000 года закупка новых машин прекратилась, и для троллейбуса настали тяжёлые времена. Чтобы хоть как-то сохранить интервалы на подвозочных маршрутах на окраинах, было принято решение массово сократить троллейбусную сеть в центре: были сняты линии с улицы Владимирской, Богдана Хмельницкого, а в 2001 году и с Крещатика и улицы Грушевского. При этом новые линии всё-таки продолжали строиться: были проложены линии по Протасовому яру, ул. Саксаганского (вместо снятой трамвайной), в Святошино, Троещине и по мосту Патона. Однако необходимой закупки подвижного состава не производилось, и интервалы на существующих маршрутах продолжали увеличиваться.

### Маршруты на 1 января 2000 года
- 1 Станция метро «Лыбедская» (ранее — «Дзержинская») — Маршальская ул.
- 3 просп. Свободы — Чернобыльская ул.
- 4 Станция метро «Лыбедская» — ул. Юрия Смолича
- 5 Терещенковская ул. — Белицкая ул.
- 6 Лукьяновская пл. — ул. Сошенко
- 7 Станция метро «Шулявская» (ранее — «Завод „Большевик“») — Чернобыльская ул.
- 7к Станция метро «Нивки» — Чернобыльская ул.
- 8 пл. Л. Толстого — Смелянская ул.
- 9 Терещенковская ул. — Аэропорт «Киев» (ранее — «Жуляны»)
- 10 Станция метро «Лыбедская» — пл. Героев ВОВ
- 11 ул. Димитрова — Одесская пл.
- 11к Станция метро «Лыбедская» — Одесская пл.
- 12 ул. Димитрова — ул. Юрия Смолича
- 14 Вокзал — Ботанический сад
- 15 пл. Л. Толстого — Железнодорожное шоссе
- 16 пл. Независимости (ранее — пл. Октябрьской Революции) — ул. Щусева
- 17 пл. Л. Толстого — пл. Космонавтов
- 18 пл. Независимости — ул. Сошенко
- 19 ул. Ольжича (ранее — ул. Демьяна Бедного) — пл. Космонавтов
- 20 пл. Л. Толстого — Музей ВОВ
- 21 Дегтярёвская ул. — ул. Кадетский Гай
- 22 ул. Ольжича — аэропорт Жуляны
- 23 Лукьяновская пл. — ул. Академика Туполева
- 24 просп. Свободы — Северная ул.
- 24к Станция метро «Минская» — Северная ул.
- 25 просп. Свободы — станция метро «Петровка»
- 26 Станция метро «Нивки» — просп. Свободы
- 27 Домостроительный комбинат № 3 — Станция метро «Петровка»
- 27к Станция метро «Петровка» — Индустриальный мост
- 28 просп. Свободы — Лукьяновская пл.
- 29 ул. Серова — ж.-д. станция «Зенит»
- 30 ж.-д. станция «Зенит» — Милославская ул.
- 30к ж.-д. станция «Зенит» — ул. Сабурова
- 32 ул. Сошенко — Северная ул.
- 33 Дегтярёвская ул. — ул. Серова

13 февраля 2000 года введена новая линия «пл. Героев ВОВ — Мост имени Патона», продлён маршрут № 10 «Станция метро „Лыбедская“ — Мост имени Патона».
26 мая 2000 года введена новая линия «Одесская пл. — Кибернетический центр» по просп. Академика Глушко, сюда пущен новый маршрут № 2 «Станция метро „Лыбедская“ — Кибернетический центр».
10 июня 2000 года введена новая линия по проспекту Правды от проспекта Свободы до проспекта Василия Порика, здесь пошёл маршрут № 36 «Станция метро „Нивки“ — ул. Ивашкевича».
10 августа 2000 года введена новая линия от ул. Маршала Гречко до просп. Свободы по просп. Советской Украины (ныне просп. Гонгадзе), здесь пошёл маршрут № 24 (конечные не менялись).
8 декабря 2000 года введена новая линия «Одесская пл. — Музей народной архитектуры и быта Украины» по ул. Академика Заболотного, сюда продлён маршрут № 11 «Станция метро „Лыбедская“ — Музей народной архитектуры и быта Украины» (маршрут № 11к закрыт).
3 марта 2001 года окончательно закрыто движение по всей протяжённости Крещатика, ул. М. Грушевского и ул. Красноармейской от пл. Л. Толстого до ул. Жилянской, закрыт маршрут № 20.
24 мая 2001 года введена линия от Московского проспекта до Оболони по ул. Л. Гавро, М. Залки, просп. Героев Сталинграда, пущен маршрут № 34 «ж.-д. станция „Зенит“ — Станция метро „Минская“»
23 июля 2001 года введена новая линия «Железнодорожное шоссе — станция метро „Выдубичи“» по ул. Киквидзе, продлён маршрут № 15 «Дворец Спорта — Станция метро „Выдубичи“».
22 августа 2001 года введена новая линия «ул. Эспланадная — Железнодорожный массив» по ул. Эспланадной, Саксаганского, Урицкого, Соломенской, пущен маршрут № 3 «Дворец Спорта — Железнодорожный массив», а также изменено движение маршрута № 9 «Дворец Спорта — Аэропорт „Киев“». Предыдущий маршрут № 3 к этому времени переименован в маршрут № 31.
1 сентября 2001 года введена новая линия «пл. Т. Шевченко — Северная ул.» по ул. Полярной и Героев Днепра, по ней пущен маршрут № 32 (конечные не менялись).
1 октября 2001 года введена новая линия «просп. Маяковского — Милославская ул.» по ул. Марины Цветаевой и Радунской.
17 ноября 2001 года введена новая линия от ул. Вышгородской по ул. Мостицкой и ул. Натальи Ужвий до просп. Правды, по ней перенаправлен маршрут № 25 (без изменения конечных).
1 декабря 2001 года закрыто движение по ул. Коминтерна (ныне ул. Симона Петлюры) от ул. Саксаганского до бульв. Шевченко, открыто по ул. Саксаганского от Коминтерна до существующего поворота на ул. Урицкого.
В 2002 году закрыты маршруты № 24к, № 30к и № 31.
7 марта 2002 года введена новая линия «просп. В. Маяковского — станция метро „Лесная“» по ул. Братиславской, Лесному просп., ул. Маршала Жукова, пущен маршрут № 37 «просп. В. Маяковского — Станция метро „Лесная“».
8 мая 2002 года введена новая линия от ул. Марины Цветаевой до просп. Маяковского по ул. Радунской и Теодора Драйзера, по новой трассе продлён маршрут № 37 «Милославская ул. — Станция метро „Лесная“» и № 31 «ж.-д. станция „Зенит“ — Милославская ул.», а также пущен маршрут № 37а «ул. М. Цветаевой — Станция метро „Лесная“».
12 июля 2002 года введена новая линия от Печерской пл. до Арсенальной пл. по ул. Московской, восстановлено движение до Киево-Печерской лавры, пущен маршрут № 38 «Станция метро „Выдубичи“ — Музей ВОВ».
24 мая 2003 года введена новая линия от ул. Чернобыльской до просп. 50-летия Октября (сейчас просп. Леся Курбаса) по ул. Чернобыльской, Уборевича, просп. Палладина, Кольцевой дороге, бульвару Вернадского, пущен маршрут № 39 «Чернобыльская ул. — просп. 50-летия Октября». На его открытии был представлен троллейбус МАЗ-103Т, первый в городе.
23 августа 2003 года введена новая линия от ул. Горького через железную дорогу по ул. Протасов Яр до Соломенской ул., пущен маршрут № 40 «ул. Димитрова — Кадетский Гай».
19 декабря 2003 года введена новая линия от станции метро «Святошин» до ул. Тулузы по ул. Святошинской, Жмеринской, Героев Космоса, Якуба Коласа и Тулузы, пущен маршрут № 41 «Станция метро „Святошин“ — ул. Тулузы». Он заменил автобус № 68.
28 мая 2004 года введена новая линия «Московская пл. — Севастопольская пл.» по проспекту Валерия Лобановского, пущен маршрут № 42 «Станция метро „Лыбедская“ — Дегтярёвская ул.».
3 июля 2004 года закрыты маршруты № 10 и № 15.
4 июля 2004 года введена новая линия по мосту имени Патона и просп. Воссоединения до Дарницкой площади, пущен маршрут № 43 «Станция метро „Лыбедская“ — Ленинградская пл.» (теперь Дарницкая).
5 июля 2004 года из-за нехватки подвижного состава закрыты маршруты № 28 и № 33.
19 января 2005 года введено кольцо на Троещине: ул. Марины Цветаевой, Николая Закревского, Данькевича, пущен новый маршрут № 10 «Милославская ул. — Поликлиника (ул. Закревского)», закрыт маршрут № 37а.
24 апреля 2005 года — 11 ноября 2006 года работала новая односторонняя линия по ул. Шота Руставели от Республиканского стадиона до бульв. Леси Украинки, изменено направление маршрутов № 3 и № 14 (без изменения конечных).
8 июня — 26 октября 2005 года временное закрытие маршрута № 12.
28 января — 31 января 2006 года временное закрытие маршрутов № 2, 4, 11, 12.
25 мая 2006 года введены 2 участка на Оболони: по ул. Зои Гайдай от ул. Героев Днепра до ул. Маршала Тимошенко и по ул. Маршала Малиновского от ул. Луговой до ул. Матэ Залки, пущен маршрут № 44 «просп. Московский — Северная ул.».
3 июля 2006 года открыт маршрут № 27а «Домостроительный комбинат № 3 — Индустриальный путепровод».
9 июля 2006 года в связи с ремонтом сокращён маршрут № 14 «Госпитальная ул. — Ботанический сад», а маршрут № 3: «Южный вокзал — Железнодорожный массив».
1 сентября 2006 года пущен маршрут № 24к «Станция метро „Минская“ — Северная ул.».
21 августа 2007 года введена новая линия «ул. Серова — Ленинградская пл.» по бульв. Перова, просп. Освободителей, у станции метро «Дарница», по ул. Строителей, просп. Мира, пущен маршрут № 46 «Ленинградская пл. — Милославская ул.».
22 августа 2007 года — 25 января 2008 года временно закрыт маршрут № 23, пущен маршрут № 23к «Станция метро „Дорогожичи“ — ул. Туполева», изменён маршрут № 6 «ул. Сошенко — Южный вокзал».
21 октября 2007 года введена новая линия «Вокзал — Республиканский стадион» по ул. Жилянской (движением — от вокзала), а движение по ул. Саксаганского стало — к вокзалу, здесь восстановлено движение маршрутов № 3 и № 14.
5 ноября 2007 года был пущен дополнительный маршрут № 46к «Станция метро „Дарница“ — Милославская ул.».
18 мая 2008 года введена новая односторонняя (направление — от центра) линия «ул. Саксаганского — Станция метро „Лыбедская“» (движение по ул. Красноармейской — только в центр), тогда же закрыто движение по ул. Димитрова. По новому участку пошли троллейбусы № 12 (без изменения конечных).
6 августа 2008 года введена новая линия «ул. Смолича — ул. Трутенко» по ул. Академика Вильямса, здесь же открыто новое депо № 1 (старое закрыто), продлён маршрут № 12 «ул. Саксаганского — ул. Трутенко».
9 сентября 2008 года восстановлено движение по ул. Красноармейской от пл. Льва Толстого до Бессарабской пл.
1 января 2009 года закрыты маршруты № 4 (11 января 2009 года — восстановлен), № 9, № 10, № 34 (7 июля 2009 года — восстановлен).
1 июня 2009 года закрыт маршрут № 36.
9 октября 2009 года закрыт маршрут № 29.
В конце 2000-х годов маршрут № 5 сокращён от ул. Терещенковской до Дворца бракосочетания, № 19 сокращён от ул. Ольжича до станции метро «Дорогожичи», № 34 сокращён от ж.-д. станции «Зенит» до станции метро «Петровка», закрыт маршрут № 6.

### Маршруты на 1 января 2010 года
- 1 Станция метро «Лыбедская» — Маршальская ул.
- 2 Станция метро «Лыбедская» — Кибернетический центр
- 3 Дворец Спорта — Железнодорожный массив
- 4 Станция метро «Лыбедская» — ул. Юрия Смолича
- 5 Дворец бракосочетания — Белицкая ул.
- 6 Лукьяновская пл. — ул. Сошенко
- 7 Станция метро «Шулявская» — Чернобыльская ул.
- 7к Станция метро «Нивки» — Чернобыльская ул.
- 8 пл. Л. Толстого — Смелянская ул.
- 11 Станция метро «Лыбедская» — Музей народной архитектуры и быта Украины
- 12 Жилянская ул. — ул. Трутенко
- 14 Вокзал — Ботанический сад
- 16 пл. Независимости — ул. Щусева
- 17 пл. Л. Толстого — пл. Космонавтов
- 18 пл. Независимости — ул. Сошенко
- 19 ул. Ольжича — пл. Космонавтов
- 21 Дегтярёвская ул. — ул. Кадетский Гай
- 22 ул. Ольжича — аэропорт «Киев»
- 23 Лукьяновская пл. — ул. Академика Туполева
- 24 просп. Свободы — Северная ул.
- 24к Станция метро «Минская» — Северная ул. (пиковый)
- 25 просп. Свободы — станция метро «Петровка»
- 26 Станция метро «Нивки» — просп. Свободы
- 27 Домостроительный комбинат № 3 — Станция метро «Петровка»
- 27а Домостроительный комбинат № 3 — Индустриальный мост (пиковый)
- 27к Станция метро «Петровка» — Индустриальный мост (пиковый)
- 30 ж.-д. станция «Зенит» — Милославская ул.
- 31 ж.-д. станция «Зенит» — Милославская ул. (по ул. М. Цветаевой)
- 32 ул. Сошенко — Северная ул.
- 34 Станция метро «Петровка» — Станция метро «Минская»
- 35 Станция метро «Дорогожичи» — ул. Ивашкевича
- 37 Милославская ул. — Станция метро «Лесная»
- 38 Станция метро «Выдубичи» — Музей ВОВ
- 39 Чернобыльская ул. — просп. Леся Курбаса
- 40 ул. Саксаганского — ул. Кадетский Гай
- 41 Станция метро «Святошин» — ул. Тулузы
- 42 Станция метро «Лыбедская» — Дегтярёвская ул.
- 43 Станция метро «Лыбедская» — ул. Сосюры (Дарницкая пл.)
- 44 просп. Московский — Северная ул.
- 46 Дарницкий универмаг (Дарницкая пл.) — Милославская ул.
- 46к Станция метро «Дарница» — Милославская ул.

1 мая 2010 года закрыт маршрут № 21.
15 декабря 2010 года введена новая линия «ул. Трутенко — Станция метро „Васильковская“», пущен маршрут № 45 «ул. Касияна — Станция метро „Васильковская“», тогда же закрыты маршруты № 2, № 4, а также изменены маршруты:
- 12 Жилянская ул. — ул. Юрия Смолича
- 12к Станция метро «Лыбедская» — ул. Юрия Смолича (вскоре закрыт)
- 42 Дегтярёвская ул. — ул. Сапёрно-Слободская
- 43 Дарницкая пл. — Кибернетический центр

20 декабря 2010 года изменены маршруты № 11: «Станция метро „Демиевская“ — Музей народной архитектуры и быта Украины» и № 42 «Дегтярёвская ул. — Станция метро „Лыбедская“».
28 января 2011 года пущен маршрут № 37а «Станция метро „Лесная“ — Поликлиника».
6 мая 2011 года восстановлен маршрут № 29 «Ж.-д. станция „Зенит“ — ул. Серова».
5 сентября 2011 года продлён маршрут № 5 от Дворца бракосочетания до площади Льва Толстого.
23 сентября 2011 года в связи с реконструкцией транспортной развязки на пересечении бульвара Дружбы народов и Надднепрянского шоссе движение троллейбусов маршрута № 43 временно закрывается. На этот период организована работа троллейбусного маршрута № 43к «Кибернетический центр — станция метро „Лыбедская“» и автобусного маршрута № 43тр «Ленинградская пл. — Станция метро „Лыбедская“».
4 октября 2011 года введена новая линия «Домостроительный комбинат № 3 — Ж.-д. станция Киев-Волынский», продлён маршрут № 27 «Ж.-д. станция Киев-Волынский — Станция метро „Петровка“».
В 2011 году введён маршрут № 23к «Станция метро „Дорогожичи“ — ул. Академика Туполева», закрыты маршруты № 24к, 27а, 27к.
27 декабря 2011 года, в связи с открытием станции «Выставочный центр», были внесены очередные изменения в маршрутную сеть. Для подвоза с/на Теремки, был введён пиковый маршрут № 2 «Станция метро „Выставочный центр“ — Кибцентр», маршрут № 11 был сокращён до новой станции метро, а маршрут № 45 продлён до последней.
7 мая 2012 года восстановлен маршрут № 21 «Дегтярёвская ул. — ул. Кадетский Гай»
1 июня 2012 года временно введён маршрут № 8а «Терещенковская ул. — аэропорт „Киев“».
11 октября 2012 года возобновлена работа троллейбусного маршрута № 43 по трассе Кибцентр — Ленинградская пл., маршрут № 43к (Кибцентр — ст. м. «Лыбедская») и автобусный маршрут № 43тр «Ленинградская пл. — Станция метро „Лыбедская“» упразднены.
25 октября 2012 года в связи с открытием Левобережного скоростного трамвая был введён в эксплуатацию троллейбусный маршрут № 28 по трассе ж/д станция «Зенит» — ст. «Ватутина» в скоростном режиме, работающий в межпиковое время. Отменён 18 октября 2013 года.
25 октября 2012 года в связи с открытием станции метро «Ипподром» был продлён троллейбусный маршрут № 2 в сторону жилого массива Теремки II, работа которого переведена на целодневный график по будням и введена по субботам до 16:00.
17 мая 2014 года введена новая линия «ул. Сошенко — Диагностический центр» по ул. Полярной, пр. Рокосовского, ул. Кондратюка, пущен маршрут № 6 «Диагностический центр — пл. Независимости», продлён маршрут № 18, который уже 24 мая вернулся на старую трассу.
23 августа 2014 года начали работу новые маршруты № 9 «Аэропорт „Киев“ — пл. Л. Толстого», № 15 "Ст. м. «Дворец Спорта» — ст. м. «Выдубичи» и № 33 «Ж/д вокзал „Южный“ — Диагностический центр».
С 19 по 27 сентября 2014 года из-за закрытия городской электрички работал временный маршрут № 30к "Ж/д ст. «Зенит» — ст. «Ватутина».
С 8 октября 2014 года троллейбусный маршрут № 46 сменил номер на № 50, а 46к — на 50к.

### Маршруты на 1 января 2015 года
- 1 Станция метро «Лыбедская» — Маршальская ул.
- 2 ул. Смолича — Кибцентр
- 3 Дворец Спорта — Железнодорожный массив
- 5 пл. Льва Толстого — Белицкая ул.
- 6 пл. Независимости — Диагностический центр
- 7 Станция метро «Шулявская» — Чернобыльская ул.
- 7к Станция метро «Нивки» — Чернобыльская ул.
- 8 пл. Льва Толстого — Смелянская ул.
- 9 ст. м. «пл. Льва Толстого» — Аэропорт «Киев»
- 11 Станция метро «Выставочный центр» — Музей народной архитектуры и быта Украины
- 12 ул. Жилянская — ул. Смолича
- 14 Центральный вокзал — ботанический сад им. Гришко
- 15 ст. м. «Дворец спорта» — ст. м. «Выдубичи»
- 16 пл. Независимости — ул. Щусева
- 17 пл. Л. Толстого — пл. Космонавтов
- 18 пл. Независимости — ул. Сошенка
- 19 ул. Ольжича — пл. Космонавтов
- 21 Дегтярёвская ул. — ул. Кадетский Гай
- 22 ул. Ольжича — аэропорт «Киев»
- 23 Лукьяновская пл. — ул. Академика Туполева
- 24 просп. Свободы — Северная ул.
- 25 просп. Свободы — станция метро «Петровка»
- 26 Станция метро «Нивки» — просп. Свободы
- 27 Ж.-д. станция Киев-Волынский — Станция метро «Петровка»
- 29 Ж.-д. станция Зенит — ул. Серова
- 30 ж.-д. станция «Зенит» — Милославская ул.
- 31 ж.-д. станция «Зенит» — Милославская ул. (по ул. М. Цветаевой)
- 32 ул. Сошенко — Северная ул.
- 33 Диагностический центр — Ж/д вокзал «Южный»
- 34 Станция метро «Петровка» — ул. Северная
- 35 Станция метро «Дорогожичи» — ул. Ивашкевича
- 37 Милославская ул. — Станция метро «Лесная»
- 37а Поликлиника — Станция метро «Лесная»
- 38 Станция метро «Выдубичи» — Национальный музей истории Украины во Второй мировой войне[18]
- 39 Чернобыльская ул. — просп. Леся Курбаса
- 40 ст. м. «Дворец спорта» — ул. Кадетский Гай
- 41 Станция метро «Святошин» — ул. Тулузы
- 42 Станция метро «Лыбедская» — Дегтярёвская ул.
- 43 Дарницкая пл. — Кибернетический центр
- 44 просп. Степана Бандеры — Северная ул.
- 45 Станция метро «Выставочный центр» — Станция метро «Васильковская»
- 50 Дарницкая пл. — Милославская ул.
- 50к Станция метро «Дарница» — Милославская ул.

11 января 2015 года маршрут № 2 временно закрыт.
4 апреля 2015 года пущен новый маршрут № 40к «Кадетский Гай — ул. Жилянская».
7 апреля 2015 года пущен маршрут № 28 «станция метро „Лукьяновская“ — проспект Свободы».
27 августа 2015 года маршрут № 12 продлён от ул. Жилянской до Железнодорожного вокзала «Центральный».
30 сентября 2015 года пущен работу новый маршрут № 46 «ул. Маршальская — Голосеевский парк».
2 октября 2015 года пущен новый маршрут № 47 «ул. Милославская — ст. м. „Минская“» и был продлён маршрут № 29 от ул. Серова до ст. м. «Дарница».
8 декабря 2015 года отменён маршрут № 7к.
14 июня 2016 года состоялось торжественное открытие мемориальной доски изобретателю троллейбусного поезда Владимиру Филипповичу Векличу на административном корпусе депо на Шулявке.
15 ноября 2016 года отменён маршрут № 21. Параллельно продлён маршрут № 30 до ул. Кадетский Гай по трассе «ул. Милославская — ул. Кадетский Гай».
20 декабря 2016 года закрыт маршрут № 46. Одновременно продлены маршруты:
- 1 — от ст. м. «Лыбедская» до ул. Жилянской по трассе «ул. Маршальская — ул. Жилянская»;
- 11 — от ст. м. «Выставочный центр» до ул. Маршальской по трассе «Музей архитектуры и быта „Пирогово“ — ул. Маршальская»;
- 50 — от Дарницкой пл. до ст. м. «Лыбедская» по трассе «ул. Милославская — ст. м. „Лыбедская“»;
- 50к — от ст. м. «Дарница» до Дарницкой пл. по трассе «ул. Милославская — Дарницкая пл».

С начала января 2017 года открыты ночные маршруты:
- 91н «Железнодорожный вокзал „Центральный“ — ул. Милославская»;
- 92н «Железнодорожный вокзал „Южный“ — проспект Свободы»;
- 93н «площадь Льва Толстого — ул. Чернобыльская».[20]

4 декабря 2017 года открыт маршрут № 19д «ул. Кадетский Гай — ул. Мельникова (Мотоциклетный завод)» для изучение спроса жителей Соломенского и Шевченковского районов в пассажирских перевозках.
6 февраля 2018 года маршрут № 1 укорочен до ст. м. «Лыбедская», а маршрут № 12 продлён от ул. Юрия Смолича до ст.м. «Васильковская».
22 февраля 2018 года маршрут № 7 продлён до площади Льва Толстого по трассе «ул. Чернобыльская — площадь Льва Толстого».
18 августа 2018 года переориентируется маршрут № 9 с площади Льва Толстого до ст. м. «Дворец спорта» через Южный железнодорожный вокзал.
22 августа 2018 года вносятся изменения в трассы следования маршрутов №№ 16, 23, 91Н и 92Н. А именно:
- троллейбусы маршрута № 16 отныне курсируют от Майдана Независимости до улицы Академика Туполева по улицам Сечевых Стрельцов, Мельникова, Академика Щусева и Стеценко (без заезда на улицы Дорогожицкая, Рижская);
- троллейбусы маршрута № 23 отныне заезжают на улицу Рижскую, Дорогожицкую;
- Маршрут № 91Н удлиняется от проспекта Владимира Маяковского по улицам Марины Цветаевой и Радунской до улицы Милославской (конечная троллейбусов №№ 31, 37);
- Маршрут № 92Н удлиняется от железнодорожного вокзала "Южный" по Воздухофлотскому проспекту до аэропорта «Киев».

Кроме этого вводится новый ночной маршрут № 94Н «площадь Льва Толстого - проспект Леся Курбаса».
17 марта 2019 года в связи с реконструкцией Шулявского путепровода вносится ряд изменений. А именно: отменены маршруты № 22, 27, 42, пущены маршруты:
- 21к ул. Кадетский Гай - Индустриальный путепровод;
- 22к Аэропорт «Киев» - Индустриальный путепровод;
- 27к Ж.-д. станция Киев-Волынский - Индустриальный путепровод;
- 27а Станция метро «Почайна» - ул. Дегтяревская;
- 30К ул. Милославская - ул. Дегтяревская;
- 42д Станция метро «Лыбедская» - Ж.-д. станция Киев-Волынский.

Маршрут № 30 перенаправлен через улицы Рижскую, Дорогожицкую (в сторону ул. Кадетский Гай), Мельникова (Ильенко), Черновола и Воздухофлотский проспект, а также пущен автобусный маршрут № 27тр «ул. Дегтяревская - Индустриальный путепровод».
27 июля 2019 года введена новая линия по ул. Киото и Милютенко, по ней перенаправлены маршруты:
- 37 (по часовой стрелке) — по ул. Жукова (Кубанской Украины), Киото, Милютенко;
- 37а (против часовой стрелки) — по ул. Милютенко, Киото, Жукова (Кубанской Украины).[29].

### Маршруты на 1 января 2020 года
- 1 Станция метро «Лыбедская» — Маршальская ул.
- 3 Дворец Спорта — Железнодорожный массив
- 5 пл. Льва Толстого — Белицкая ул.
- 6 пл. Независимости — Диагностический центр
- 7 пл. Льва Толстого — Чернобыльская ул.
- 8 пл. Льва Толстого — Смелянская ул.
- 9 Дворец Спорта — Аэропорт «Киев»
- 11 Маршальская ул. — Музей народной архитектуры и быта Украины
- 12 Центральный вокзал — Станция метро «Васильковская»
- 14 Центральный вокзал — ботанический сад им. Гришко
- 15 ст. м. «Дворец спорта» — ст. м. «Выдубичи»
- 16 пл. Независимости — ул. ул. Академика Туполева
- 17 пл. Л. Толстого — пл. Космонавтов
- 18 пл. Независимости — ул. Сошенко
- 19 ул. Ольжича — пл. Космонавтов
- 19д ул. Ильенко — ул. Кадетский Гай
- 21к* ул. Кадетский Гай - Индустриальный путепровод
- 22 ул. Ольжича — аэропорт "Киев" (временно не работал)
- 22к* Индустриальный путепровод — аэропорт «Киев»
- 23 Лукьяновская пл. — ул. Академика Туполева
- 24 просп. Свободы — Северная ул.
- 25 просп. Свободы — станция метро «Почайна»
- 26 Станция метро «Нивки» — просп. Свободы
- 27 Ж.-д. станция Киев-Волынский — Станция метро "Почайна" (временно не работал)
- 27а* ул. Дегтяревская — Станция метро «Почайна»
- 27к* Ж.-д. станция Киев-Волынский - Индустриальный путепровод
- 28 просп. Свободы — Лукьяновская пл.
- 29 Ж.-д. станция Зенит — Станция метро «Дарница»
- 30 ул. Кадетский Гай — Милославская ул. (временно перенаправлялся через ст. м. "Лукьяновская")
- 30К* ул. Дегтяревская — Милославская ул.
- 31 ж.-д. станция «Зенит» — Милославская ул. (по ул. М. Цветаевой)
- 32 ул. Сошенко — Северная ул.
- 33 Диагностический центр — Ж/д вокзал «Южный»
- 34 Станция метро «Почайна» — ул. Северная
- 35 Станция метро «Дорогожичи» — ул. Ивашкевича
- 37 Милославская ул. — Станция метро «Лесная»
- 37а Поликлиника — Станция метро «Лесная»
- 38 Станция метро «Выдубичи» — Национальный музей истории Украины во Второй мировой войне[18]
- 39 Чернобыльская ул. — просп. Леся Курбаса
- 40 ст. м. «Дворец спорта» — ул. Кадетский Гай
- 40к ул. Жилянская — ул. Кадетский Гай
- 41 Станция метро «Святошин» — ул. Тулузы
- 42 Станция метро «Лыбедская» — ул. Дегтяревская (временно не работал)
- 42д* Станция метро «Лыбедская» — Ж.-д. станция Киев-Волынский
- 43 Дарницкая пл. — Кибернетический центр
- 44 просп. Степана Бандеры — Северная ул.
- 45 Станция метро «Выставочный центр» — Станция метро «Васильковская»
- 47 ст. м. „Минская“ — Милославская ул.
- 50 Станция метро «Лыбедская» — Милославская ул.
- 50к Дарницкая пл. — Милославская ул.
- 91н Железнодорожный вокзал „Центральный“ — ул. Милославская
- 92н аэропорт «Киев» — проспект Свободы
- 93н площадь Льва Толстого — ул. Чернобыльская
- 94н площадь Льва Толстого — просп. Леся Курбаса

* — Курсивом выделены временные маршруты, заменявшие работу постоянных на время реконструкции Шулявского путепровода.
23 марта 2020 года в связи с пандемией COVID-19 и соответствующими противоэпидемическими мерами приостановлена работа всех маршрутов, за исключением маршрутов № 7, 16, 30, а ночные маршруты №91н, 92н стали работать в дневном режиме. Проезд в этих маршрутах осуществляется только для отдельных категорий граждан и при наличии спецпропусков, документов, удостоверяющих личность и средств индивидуальной защиты.
26 марта 2020 года дополнительно пущен маршрут № 25 «просп. Свободы — станция метро "Почайна"».
12 мая 2020 года дополнительно пущен маршрут №37а «Поликлиника — Станция метро "Лесная"».
23 мая 2020 года в связи с ослаблением карантина возобновлена работа всех маршрутов в обычном режиме, а также восстановлены маршруты:
- 22 ул. Ольжича — аэропорт "Киев";
- 27 Ж.-д. станция Киев-Волынский — Станция метро "Почайна";

Маршрут № 30 возвращён через улицы Довженко, Гетьмана, Чоколовский бульвар, а маршруты №21к, 22к, 27к, 27А, 30К, а также автобусный маршрут №27тр упразднены.
1 августа 2020 года возобновлён маршрут № 42 «Станция метро "Лыбедская" - улица Дегтярёвская», маршрут №42д упразднён.
18 июля 2022 года открыт маршрут № 36  «Станция метро "Святошин" - улица Северная».
8 октября 2022 года открыт маршрут № 35 «Проспект Свободы — Улица Кадетский Гай», маршрут № 19д упразднён.
23 декабря 2022 года мэр Киева Виталий Кличко объявил о прекращении работы трамвая и троллейбуса в городе на фоне дефицита электроэнергии, вызванного обстрелами Россией энергетических объектов Украины в период вторжения. К 17 февраля 2023 года троллейбусное движение было восстановлено в полном объеме.

### Маршруты на 1 февраля 2024
- 1 Улица Маршальская – Станция метро «Лыбедская»
- З Железнодорожный массив – Станция метро «Дворец Спорта»
- 4 Проспект Свободы – Станция метро «Площадь Украинских Героев»
- 5 Улица Белицкая – Станция метро «Площадь Украинских Героев»
- 6 Диагностический центр – Площадь Независимости
- 7 Улица Чернобыльская – Станция метро «Площадь Украинских Героев»
- 8 Станция метро «Площадь Украинских Героев» – Улица Смелянская
- 9к Улица Кадетский Гай – Станция метро «Дворец Спорта» (изменённый маршрут 9)
- 11 Улица Маршальская – Государствений музей народной архитектуры и быта
- 12 Станция метро «Васильковская» – Железнодорожный вокзал «Центральный»
- 14 Ботанический сад – Железнодорожный вокзал «Центральный»
- 15 Станция метро «Выдубичи» – Станция метро «Дворец Спорта»
- 16 Площадь Независимости – Улица Академика Туполева
- 17 Станция метро «Площадь Украинских Героев» – Площадь Космонавтов
- 18 Площадь Независимости – Улица Сошенко
- 19 Улица Ольжича – Площадь Космонавтов
- 22 Улица Ольжича – Аеропорт «Киев» (Времено неработает)
- 22к Улица Кадетский Гай – Улица Ольжича (изменённый маршрут 22)
- 23 Улица Академика Туполева – Лукьяновская Площадь
- 24 Улица Северная – Проспект Свободы(времено обслуживают автобусами)
- 25 Проспект Свободы – Станция метро «Почайна»
- 26 Проспект Свободы – Станция метро «Нивки»
- 27 Станция метро «Почайна» – Станция «Киев-Волынский»
- 28 Проспект Свободы – Станция метро «Лукьяновская»
- 29 Дарницкая Площадь – Ж/д станция «Зенит»
- 30 Улица Кадетский Гай – Улица Милославская
- 31 Улица Милославская – Станция метро «Лукьяновская»
- 32 Улица Сошенко – Улица Северная
- 33 Южный Вокзал – Диагностический центр
- 34 Улица Северная – Станция метро «Почайна»
- 34К Проспект Степана Бандеры – Улица Северная (Времено не работает)
- 35 Улица Кадетский Гай – Проспект Свободы
- 36 Улица Северная – Улица Чернобыльская
- 37 Улица Милославская – Станция метро «Лесная»
- 37а Поликлиника – Станция метро «Лесная»
- 38 Станция метро «Выдубичи» – Национальный музей истории Украины во Второй мировой войне (НМИУВВМВ)
- 39 Улица Чернобыльская – Улица Зодчих
- 40 Улица Кадетский Гай – Станция метро «Дворец Спорта»
- 40к Улица Кадетский Гай – Улица Жилянская
- 41 Улица Тулузы – Станция метро «Святошин»
- 42 Улица Ольжича – Станция метро «Лыбедская»
- 43 Дарницкая Площадь – Кибернетический центр
- 43к Станция метро "Лыбедская" – Кибернетический центр НАНУ
- 44 Улица Северная – Проспект Степана Бандеры
- 45 Станция метро «Выставочный центр» – Станция метро «Васильковская»
- 47 Улица Милославская – Станция метро «Минская»
- 50 Станция метро "Лыбедская" – Улица Милославская
- 50К Улица Милославская – Дарницкий Универмаг

## Подвижной состав
| Тип машины     | Годы эксплуатации | Примечание                                |
| -------------- | ----------------- | ----------------------------------------- |
| ЛАЗ Е183Д1     | 2006 -- ....      | ТРЕД №2,3                                 |
| ЛАЗ Е301D1     | 2006 — ….         | Эксплуатируется в ТРЕД № 1; № 2; № 3; №4  |
| Богдан Т901.10 | 2011 — ….         | Эксплуатируется в ТРЕД № 1; № 2; № 3; № 4 |
| Богдан Т701.10 | 2011 — ….         | Эксплуатируется в ТРЕД № 1; № 2; № 3; № 4 |
| Богдан Т701.17 | 2017 — ….         | Эксплуатируется в ТРЕД № 1; № 2           |
| Богдан Т901.17 | 2018 — ….         | Эксплуатируется в ТРЕД № 1; № 2; № 3; № 4 |

Ранее эксплуатировались:
- ЛК-5 (7 машин) в 1935—1944
- ЯТБ-1 (14 машин) в 1937—1947
- ЯТБ-2 (6 машин) в 1938—1947
- ЯТБ-4 (20 машин) в 1939—1945
- MAN (4 машины) в 1945—1947
- МТБ-82 (280 машин) в 1947—1974
- ТБЭ-С (21 машина) в 1957—1969 (в 1963 году прошли модернизацию в Киев-3)
- КТБ-1 (83 машины) в 1960—1969
- Киев-2 (15 машин) в 1964—1968
- Киев-4 (16 машин) в 1965—1969
- Киев-5 (К5-ЛА) (1 машина) в 1963 (опытный)
- Киев-6 (2 машины) в 1968—1974
- ЗИУ-5 (60 машин) в 1965—1970
- ЗиУ-682Б (2 машины) в 1974 (опытные)
- ЗИУ-9В1 (1 машина) в 1978 (опытный)
- Škoda 8Tr (27 машин) в 1961—1974
- Škoda 9Tr (1220 машин[32]) в 1962—1996
- Škoda 11Tr (1 машина) в 1968 (опытный)
- Škoda 14TrT (1 машина) в 1974 (опытный)
- Škoda 14Tr (354 машины) в 1981—2013
- Škoda 15Tr (46 машин) в 1990—2013
- DAC-117Е (1 машина) в 1981—1982 (опытный)
- DAC-112ЕM (2 машины) в 1986—1982 (опытные)
- DAC-217Е (260 машин) в 1986—2007
- Киев-11 (5 машин) в 1990—1995
- Киев-11у (26 машин) в 1991—1998
- ЮМЗ-Т1 (56 машин) в 1993— 1 апреля 2010 (на начало 2010 года было 6 машин)
- Киев-12.00 (опытный троллейбус, б/н 3000) совершал пробные поездки с 4 ноября 1993 года
- Киев-12.01 (1 опытный троллейбус, б/н 3100) в 1995—2013
- Киев-12.03 (93 машины) 1996—2022
- Богдан Т80110 (1 машина) в 2009—2010 (опытный)
- Богдан Е 231 (3 машины) в 2007—2015 (переведены в АП7)
- ЮМЗ Е186 (7 машин) в 2006—2015 (переведены в АП7)
- ЮМЗ Т2 (93 машины) в 1995—2018

### Троллейбусные поезда
12 июня 1966 года на маршруте № 6 началась пробная эксплуатация первого в мировой практике троллейбусного поезда киевского изобретателя Владимира Веклича, состоящего из двух троллейбусов марки МТБ-82Д. Максимальное их количество в эксплуатации составило 49 единиц в 1968 году.
В 1968 году система Владимира Веклича была адаптирована к троллейбусам Škoda 9Tr. Максимальное количество таких поездов составило 296 единиц в 1983 году. Успешный опыт киевлян впоследствии перенимают более 20 городов бывшего СССР.

## Троллейбусные депо
- Троллейбусное депо № 1
  - Адрес: ул. М. Максимовича (О. Трутенко), 32
  - До 2008 года было по адресу Лыбедская пл., 3
  - Подвижной состав: ЛАЗ Е183D1, ЛАЗ Е301D1, Богдан Т701.10, Богдан Т901.10, Богдан Т701.17, Богдан Т901.17
  - Маршруты: 1, 11, 12, 14, 15, 38, 43, 45, 50, 91Н(ч)
- Троллейбусное депо № 2
  - Адрес: ул. А. Довженко, 7
  - До 1991 года — Октябрьское
  - Подвижной состав: ЛАЗ Е183D1, ЛАЗ Е301D1, Богдан Т701.10, Богдан Т901.10, Богдан Т701.17, Богдан Т901.17
  - Маршруты: 4, 5, 6, 7, 16, 18, 23, 26, 28, 33, 35, 36, 39, 41, 93Н, 94Н
- Троллейбусное депо № 3
  - Адрес: ул. Святослава Храброго (Народного Ополчения), 14
  - Подвижной состав: МАЗ-Этон Т103, ЛАЗ Е183D1, ЛАЗ Е301D1, Богдан Т701.10, Богдан Т901.10, Богдан Т901.17
  - Маршруты: 3, 7, 8, 9, 17, 19, 19д, 22, 27, 30, 40, 40к, 42, 92Н
- Куренёвское троллейбусное депо (№ 4)
  - Адрес: Сырецкая ул., 25
  - Подвижной состав: Киев-12, ЛАЗ Е301D1, Богдан Т701.10, Богдан Т901.10, Богдан Т901.17
  - Маршруты: 24, 25, 29д, 30, 31, 32, 34, 34к, 36, 37, 37-а, 44, 47, 50, 50к, 91Н.

## Оплата проезда
В первые десятилетия существования троллейбуса в городе стоимость проезда была дифференцированной в зависимости от расстояния.
В 1960-е годы ввели единый тариф, впоследствии — с 1960-х годов, окончательно отказались от кондукторов и ввели специальные кассы для оплаты проезда, а впоследствии — установили компостера.
С 1961 года стоимость проезда составляла 4 копейки, а с 1987 года поездка в троллейбусе начала стоить 5 копеек.
В период гиперинфляции с 1991-го по 1996-й проезд стоил 15 копеек, 20 копеек, чуть позже — 30 копеек.
С 2000 года по 4 ноября 2008 года стоимость проезда составляла 50 копеек, затем — 1 гривну 50 копеек.
С 7 февраля 2015 года стоимость проезда составляет 3 гривны. С 15 июля 2017 года стоимость проезда была повышена до 4 гривен в троллейбусе, трамвае и автобусе, 5 гривен в метро и городской электричке.
14 июля 2018 года цена разового билета была увеличена до 8 гривен.
Оплата проезда в троллейбусе осуществляется при помощи валидации транспортной карты Kyiv Smart Card, разовых электронных QR-билетов. На осень 2020 планируется запуск оплаты проезда с помощью банковских карт. Льготные категории граждан обязаны валидировать собственные "Картки киянина" для подтверждения льготы на проезд.
Талоны можно приобрести в специализированных киосках на остановках, а также киосках с прессой, расположенных возле остановок, а также у кондуктора или у водителя (во время остановки). Билет необходимо сразу закомпостировать — без отметки компостера билет считается недействительным. Транспортные карты Kyiv Smart Card можно пополнить через интернет либо сеть терминалов по городу.
Штраф за безбилетный проезд составляет 160 гривен.
14 июля 2021 года отменен разовый билет, оплата осуществляется только транспортными картами Kyiv Smart Card и QR-билетами
25 мая 2025 года в Киеве запустили новую функцию оплаты проезда в наземном общественном транспорте. Так, в приложении "Киев Цифровой" началось тестирование оплаты проезда без использования валидаторов.

## Планы
В планах по развитию значится строительство новых 38,3 км линий Киевских Троллейбусов по улицам Генерала Наумова, Академика Булаховского, Раисы Окипной, Сверстюка, Луначарского, Березняковской и Подлесной, на Русановской и Днепровской набережных, а также проспекту Павла Тычины.
Ранее в планах анонсировалось строительство двух новых депо в жилом массиве Осокорки и в районе Дарницкой площади. С осени 2011 года также было запланировано развитие сообщения с городами-спутниками путём строительства междугородных линий «Киев — Ирпень» и «Киев — Бровары». По состоянию на апрель 2020 г. оба проекта были заморожены и не реализованы.